# Viện Hàn lâm Khoa học Nga
Viện Hàn lâm Khoa học Nga (tiếng Nga: Росси́йская акаде́мия нау́к, tên viết tắt: РАН, tên viết tắt latin: RAN) là viện hàn lâm khoa học quốc gia, cơ quan khoa học cao nhất của Liên bang Nga, trung tâm dẫn đầu về các nghiên cứu cơ bản trong lĩnh vực khoa học tự nhiên và khoa học xã hội trên cả nước. Mục tiêu chính hoạt động của RAN là tổ chức và thực hiện các nghiên cứu nền tảng, hướng vào việc thu nhận các kiến thức mới về các quy luật phát triển của tự nhiên, xã hội và con người, tạo điều kiện cho sự phát triển công nghệ, kinh tế, xã hội và tinh thần của Nga. Viện Hàn lâm Khoa học Nga là tổ chức khoa học phi thương mại, được tạo nên dưới dạng viện hàn lâm khoa học quốc gia.
Tổng cộng ở Viện (theo số liệu tháng 6 năm 2025) có 1008 cơ quan khoa học, hơn 50.000 cán bộ khoa học, trong số đó có 865 viện sĩ và 1134 viện sĩ thông tấn.
Viện là thành viên quốc gia của Hội đồng Khoa học Quốc tế (ISC) và cả tổ chức tiền nhiệm của nó là ICSU trước đây.

## Lịch sử
Viện Hàn lâm Khoa học Nga được Pyotr Đại Đế thành lập tại Sankt-Peterburg năm 1724. Hiện nay Viện Hàn lâm Khoa học Nga có trụ sở tại thủ đô Moskva. Được bầu vào Viện Hàn lâm này là một vinh dự lớn cho các nhà khoa học.
Trong số các nhà khoa học Việt Nam có 03 người được bầu là Viện sĩ nước ngoài của Viện Hàn lâm Khoa học Nga: Giáo sư, Tiến sĩ Khoa học Nguyễn Duy Quý, Giáo sư, Tiến sĩ Khoa học Đặng Vũ Minh. Nếu tính thời kỳ Liên Xô thì có thêm 3 nhà khoa học Việt Nam là Viện sĩ Viện Hàn lâm Khoa học Liên Xô nữa: Giáo sư Trần Đại Nghĩa (1966); Giáo sư Nguyễn Khánh Toàn (1976) và Giáo sư Nguyễn Văn Hiệu (1982).